# N,O-ジメチルヒドロキシルアミン
N,O-ジメチルヒドロキシルアミン（英語: N,O-dimethylhydroxylamine）は、メチル化されたヒドロキシルアミンで、ワインレブアミドの合成に使われる化合物である。塩酸塩の形で市販されている。

## 合成
クロロギ酸エチル（または類縁体）とヒドロキシルアミンを反応させ、硫酸ジメチルなどのメチル化剤で処理することで合成できる。N,O-ジメチルヒドロキシルアミンは、酸加水分解と中和によって遊離する。